# I’m in You
| Оценки критиков | Оценки критиков |
| Источник        | Оценка          |
| --------------- | --------------- |
| Allmusic        | [ 1 ]           |
| Rolling Stone   | (not rated)     |

I’m in You — пятый студийный альбом британского рок -музыканта Питера Фрэмптона, вышедший 28 мая 1977 года на лейбле A&M. Продюсером был сам Питер Фрэмптон и Chris Kimsey, Frankie D’Augusta, Bob Mayo. Альбом возглавил чарт Канады и был на позиции № 2 в США (Billboard 200).

## Об альбоме
I’m in You вышел в мае 1977 года и дебютировал в американском чарте Billboard 200 на позиции № 2, а в Канаде на первом месте. Сертифицирован в платиновом статусе. Титульный сингл I'm in You стал наиболее успешным с этого альбома и достиг второго места в американском хит-параде Billboard Pop Albums. В канадском чарте Cash Box песня I'm in You достигла позиции № 1, так же как и сам альбом.

## Список композиций
Автор всех композиций (кроме оговоренных) Питер Фрэмптон.
1. «I’m in You» — 4:10
2. «(Putting My) Heart on the Line» — 3:42
3. «St. Thomas (Don’t You Know How I Feel)» — 4:15
4. «Won’t You Be My Friend» — 8:10
5. «You Don’t Have to Worry» — 5:16
6. «Tried to Love» — 4:27
7. «Rocky’s Hot Club» — 3:25
8. «(I’m A) Road Runner» — 3:40 (Brian Holland, Lamont Dozier, Edward Holland, Jr.)
9. «Signed, Sealed, Delivered (I'm Yours)» — 3:54 (Lee Garrett, Lula Mae Hardaway, Стиви Уандер, Syreeta Wright)

## Позиции в чартах

### Еженедельные чарты (альбом)
| Год  | Чарт                     | Позиция |
| ---- | ------------------------ | ------- |
| 1977 | США Billboard Pop Albums | 2       |
| 1977 | Канада RPM Albums Chart  | 1       |

### Синглы
| Год  | Сингл                                 | Чарт                     | Позиция |
| ---- | ------------------------------------- | ------------------------ | ------- |
| 1977 | «I’m in You»                          | US Billboard Pop Singles | 2       |
| 1977 | «I’m in You»                          | US Cash Box              | 1       |
| 1977 | «I’m in You»                          | Canadian Singles Chart   | 1       |
| 1977 | «Signed, Sealed, Delivered I’m Yours» | US Billboard Pop Singles | 18      |
| 1977 | «Signed, Sealed, Delivered I’m Yours» | US Cash Box              | 13      |
| 1977 | «Tried To Love»                       | US Billboard Pop Singles | 41      |
| 1977 | «Tried To Love»                       | US Cash Box              | 57      |

## Сертификации
| Организация | Уровень       | Дата           |
| ----------- | ------------- | -------------- |
| RIAA — США  | Платиновый 1x | 15 января 1978 |